# Periophthalmus weberi
 Periophthalmus weberi és una espècie de peix de la família dels gòbids i de l'ordre dels perciformes.

## Morfologia
Els mascles poden assolir els 10 cm de longitud total.

## Distribució geogràfica
Es troba a Irian Jaya (Indonèsia), Papua Nova Guinea i el nord d'Austràlia.